# TRIM41
TRIM41‏ (Tripartite motif containing 41) هوَ بروتين يُشَفر بواسطة جين TRIM41 في الإنسان.